# R-1
L'R-1 (conosciuto in Occidente con il nome in codice NATO di SS-1a Scunner) era un missile balistico a corto raggio costruito in Unione Sovietica nella seconda metà degli anni quaranta. Si trattava di una copia del razzo V2 sviluppato ed utilizzato dalla Germania nazista durante la seconda guerra mondiale, e fu utilizzato, oltre che per scopi militari, anche per effettuare ricerche sugli strati superiori dell'atmosfera terrestre.

## Sviluppo
In Unione Sovietica, la decisione di copiare il sistema d'arma V2 non venne presa rapidamente. Infatti, Dopo la costruzione in Germania di alcuni razzi V2 (la cosiddetta Serie N), ed il trasferimento degli specialisti tedeschi all'interno del territorio sovietico, tutti i programmi in questo senso rimasero fermi per diverso tempo. Solo il 26 luglio 1947, con un decreto, fu autorizzato il test di un missile presso il poligono di Kapustin Yar, recentemente allestito. I test della serie N furono condotti tra il settembre e l'ottobre 1947, ma ebbero un esito complessivo non soddisfacente. Infatti, su un totale di lanci compreso tra i 10 e gli 11, solo cinque furono coronati da successo. Ugualmente fallimentare risultarono i 10 lanci della Serie T, allestita presso la città tedesca di Kleinbodungen. In generale, comunque, i massimi risultati ottenuti furono una gittata di 274 km ed una quota di 86 km.
La decisione ufficiale di realizzare una copia sovietica della V2 venne presa il 14 aprile 1948. Si trattava, in pratica, di colmare il gap tecnologico esistente tra la tecnologia russa e quella tedesca. L'entità di tale gap era stimata essere di circa 15 anni. Responsabile del programma venne nominato Aleksander Shcherbakov, mentre l'incarico di realizzare una copia del motore della V2 fu affidato a Valentin Petrovič Gluško. Il risultato fu l'RD-100, i cui prototipi avevano tra l'altro iniziato i test di fabbrica già nel 1947, con le prove al banco dal maggio 1948.
I test di volo iniziarono nel 1948, con dieci lanci durante l'anno, e proseguirono nel 1949 (ulteriori 20 lanci). Il 25 novembre 1950, il missile venne ufficialmente accettato in servizio con la 92ª Brigata, a Kapustin Yar. Tuttavia, i problemi iniziarono a sorgere al momento di passare alla produzione di serie. Infatti, fino a quel momento, tutti gli R-1 erano stati costruiti presso l'istituto di ricerca NII-88, a Podpliki. Però, la produzione di serie venne affidata allo Stabilimento 66 a Zlatoust, e la responsabilità del progetto passò all'SKB-385.
Tuttavia, nella nuova sede, i lavori effettuati non portavano a risultati concreti. Quindi, il primo giugno 1951 Lavrentij Pavlovič Berija trasferì la produzione allo Stabilimento 586 di Dnepropetrovsk. Qui, finalmente, esattamente un anno dopo, i tecnici sovietici riuscirono a completare il primo R-1, anche se costruito con componenti prodotti al NII-88. I primi test al banco dei motori iniziarono il 15 agosto 1952, ed il 28 novembre dello stesso anno venne ultimato il primo R-1 costruito con pezzi interamente costruiti a Dnepropetrovsk.

## Tecnica
L'R-1/SS-1 Scunner era in pratica la copia sovietica della V2 tedesca. Si trattava di un razzo a propellente liquido della lunghezza di 17 metri, un diametro di 1,7 ed una larghezza massime di 3,6. Il peso al lancio era di 12.798 kg, con una testata di 483 kg. Il motore era un RD-100 a razzo, alimentato da una miscela di LOX ed alcool. La gittata massima era nell'ordine dei 270 chilometri, con una quota massima di 77. Il tempo di volo si aggirava sui cinque minuti, con una velocità massima di 1.465 m/s.
In servizio con le unità campali, il missile aveva una preparazione al lancio piuttosto complessa. In dettaglio, ogni razzo richiedeva venti veicoli, con quattro tipi di propellente liquido (ossigeno liquido, alcool, perossido di idrogeno, catalizzatore permanganato) per motore principale, turbine ed accensione. Il tempo di preparazione al lancio era di sei ore.
Tra il 1949 ed il 1950 venne valutata anche una versione per impiego navale, che però non ebbe seguito.

## Varianti
Il missile R-1 venne realizzato in diverse varianti, utilizzate per svolgere una serie di test di natura non solo militare, ma anche scientifica.
- R-1A: si trattava di alcuni R-1 di serie modificati per effettuare prove sulla separazione della testata. I risultati di tali test furono poi implementati sui sistemi d'arma sviluppati successivamente. Molto importante fu il quinto lancio, con il missile equipaggiato con un contenitore eiettabile ed il cono di prua separabile, progettati per il recupero di animali (nello specifico, cani e conigli) e strumentazioni sottoposte a gravità zero. Anche il sesto aveva finalità prettamente scientifiche. Vennero effettuati sei lanci, tra il 7 ed il 28 maggio 1949.
- R-1B: variante sviluppata per effettuare ricerche scientifiche ad altitudini superiori ai 100 km. Complessivamente, furono condotti quattro lanci, tra il 29 luglio ed il 3 settembre 1951. Le ricerche riguardarono lo studio dei raggi cosmici, dell'atmosfera terrestre e dello spettro solare. Inoltre, vennero condotte valutazioni sullo studio della gravità zero e dei raggi cosmici sugli animali. Molto importanti furono anche le ricerche riguardanti il recupero dell'intero missile tramite un paracadute, in modo da poterlo riutilizzare per altre missioni.
- R-1V: altra versione sviluppata per effettuare ricerche sull'atmosfera terrestre. Venne utilizzate per compiere le stesse tipologie di missione della versione B. Due lanci nel 1951, il 22 luglio ed il 19 agosto. Il 22 luglio 1951, il missile trasportava anche due cani: Dezik e Gypsy[3]
- R-1 8A11: versione di serie iniziale. 73 lanci (2 falliti) tra il 20 agosto 1952 ed il 28 luglio 1956.
- A-1: missile a singolo stadio, di cui furono effettuati 13 lanci tra il 26 maggio 1954 ed il 13 settembre 1964.
- R-1D: versione per ricerche scientifiche ad altitudini di 100 km riguardanti venti di alta quota, ionosfera e gli effetti del volo spaziale su animali vivi, oltre che delle problematiche relative al loro recupero. Complessivamente, furono effettuati tre lanci, tra il 26 giugno ed il 7 luglio 1954.
- R-1E: versione per svolgere ricerche scientifiche piuttosto simili a quelle dell'R-1D (erano le stesse, con l'aggiunta dello strato di ozono e la radiazione solare). Quattro lanci, tra il 25 gennaio 1955 ed il 31 maggio 1956.
- R-1E (A-1): ulteriore versione per lanci suborbitali. Due effettuati, il 5 febbraio 1955 ed il 7 giugno 1956.

## Servizio

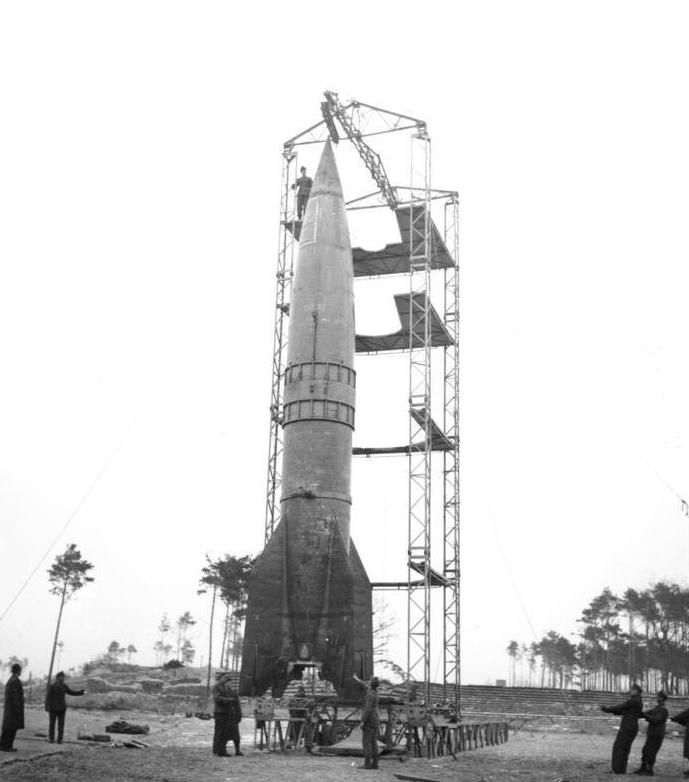
Una V2 tedesca nel 1942. L'R-1 ne era la copia sovietica.

L'SS-1 Scunner fu dichiarato operativo il 25 novembre 1950 con la 92ª Brigata, a Kapustin Yar. Nel mese di dicembre, ne venne formata un'altra, la 23ª. Questa volta si trattava di un'unità da campo. A tale unità seguirono altre due brigate, la 77ª e la 90ª, ognuna su sei lanciatori. Le brigate equipaggiate con SS-1 Scunner erano inizialmente sotto il diretto controllo dell’RVGK (la riserva del comando supremo), ma nel 1958 furono trasferite alle forze di terra. Il numero di unità da campo schierate, complessivamente, fu relativamente piccolo. Comunque, l'equipaggiamento da campo era stato progettato per essere utilizzato anche con i più perfezionati R-2 (nome in codice NATO: SS-2 Sibling), che sostituirono rapidamente gli R-1 nelle unità campali.
Gli R-1 furono comunque ampiamente utilizzati per scopi di ricerca, in particolare per indagare sugli strati più alti dell'atmosfera terrestre, oltre i 100 chilometri di quota. In questo ruolo, gli Scunner, opportunamente modificati, vennero utilizzati fino al 1964.